# Supersypnoides hercules
Supersypnoides hercules là một loài bướm đêm trong họ Noctuidae.